# Interlands Portugees voetbalelftal 1990-1999
Deze pagina toont een chronologisch en gedetailleerd overzicht van de interlands die het Portugees voetbalelftal heeft gespeeld in de periode 1990 – 1999.

## Interlands

### 1990
|                                                                          |               |       |                     |                                                                                      |
| 29 augustus Vriendschappelijk № 288 «onderlinge duels» 21:00 uur (UTC+1) | Portugal      | 1 – 1 | West-Duitsland      | Estádio da Luz, Lissabon Toeschouwers: 15.000 Scheidsrechter: Rosario Lo Bello (ITA) |
| 29 augustus Vriendschappelijk № 288 «onderlinge duels» 21:00 uur (UTC+1) | Rui Águas 57' |       | 15' Lothar Matthäus | Estádio da Luz, Lissabon Toeschouwers: 15.000 Scheidsrechter: Rosario Lo Bello (ITA) |

|                                                                          |         |       |          |                                                                                    |
| 12 september EK 1992 kwalificatie № 289 «onderlinge duels» 19:00 (UTC+3) | Finland | 0 – 0 | Portugal | Olympisch Stadion, Helsinki Toeschouwers: 10.240 Scheidsrechter: Jozef Marko (TCH) |
| 12 september EK 1992 kwalificatie № 289 «onderlinge duels» 19:00 (UTC+3) |         |       |          | Olympisch Stadion, Helsinki Toeschouwers: 10.240 Scheidsrechter: Jozef Marko (TCH) |

|                                                                          |               |       |           |                                                                                        |
| 17 oktober EK 1992 kwalificatie № 290 «onderlinge duels» 21:00 uur (UTC) | Portugal      | 1 – 0 | Nederland | Estádio das Antas, Porto Toeschouwers: 17.198 Scheidsrechter: Siegfried Kirschen (FRG) |
| 17 oktober EK 1992 kwalificatie № 290 «onderlinge duels» 21:00 uur (UTC) | Rui Águas 54' |       |           | Estádio das Antas, Porto Toeschouwers: 17.198 Scheidsrechter: Siegfried Kirschen (FRG) |

|                                                        |                       |       |                  | |
| 19 december Vriendschappelijk № 291 «onderlinge duels» | Portugal              | 1 – 0 | Verenigde Staten | Estádio Municipal Dr. José Vieira de Carvalho, Maia Toeschouwers: 2.000 Scheidsrechter: Joaquín Marcos (ESP) |
| 19 december Vriendschappelijk № 291 «onderlinge duels» | Domingos Paciência 8' |       |                  | Estádio Municipal Dr. José Vieira de Carvalho, Maia Toeschouwers: 2.000 Scheidsrechter: Joaquín Marcos (ESP) |

### 1991
|                                                                         |                  |       |                    | |
| 16 januari Vriendschappelijk № 292 «onderlinge duels» 20:30 uur (UTC+1) | Spanje           | 1 – 1 | Portugal           | Nou Estadi Castàlia, Castelló de la Plana Toeschouwers: 12.300 Scheidsrechter: Arcangelo Pezzella (ITA) |
| 16 januari Vriendschappelijk № 292 «onderlinge duels» 20:30 uur (UTC+1) | Gabriel Moya 71' |       | 40' Oceano da Cruz | Nou Estadi Castàlia, Castelló de la Plana Toeschouwers: 12.300 Scheidsrechter: Arcangelo Pezzella (ITA) |

|                                                                            |                                                                  |       |                               |                                                                                  |
| 23 januari EK 1992 kwalificatie № 293 «onderlinge duels» 18:30 uur (UTC+2) | Griekenland                                                      | 3 – 2 | Portugal                      | Olympisch Stadion, Athene Toeschouwers: 8.553 Scheidsrechter: Carlo Longhi (ITA) |
| 23 januari EK 1992 kwalificatie № 293 «onderlinge duels» 18:30 uur (UTC+2) | Stefanos Borbokis 7' Stelios Manolas 68' Giotis Tsalouchidis 84' |       | 18' Rui Águas 62' Paulo Futre | Olympisch Stadion, Athene Toeschouwers: 8.553 Scheidsrechter: Carlo Longhi (ITA) |

|                                                                            |       |                 |          |                                                                                     |
| 9 februari EK 1992 kwalificatie № 294 «onderlinge duels» 15:15 uur (UTC+1) | Malta | 0 – 1           | Portugal | Ta' Qalistadion, Ta' Qali Toeschouwers: 15.000 Scheidsrechter: Manfred Neuner (GER) |
| 9 februari EK 1992 kwalificatie № 294 «onderlinge duels» 15:15 uur (UTC+1) |       | 27' Paulo Futre |          | Ta' Qalistadion, Ta' Qali Toeschouwers: 15.000 Scheidsrechter: Manfred Neuner (GER) |

|                                                                           |                                                                                              |       |       |                                                                                   |
| 20 februari EK 1992 kwalificatie № 295 «onderlinge duels» 21:30 uur (UTC) | Portugal                                                                                     | 5 – 0 | Malta | Estádio das Antas, Porto Toeschouwers: 15.000 Scheidsrechter: John Spillane (IRL) |
| 20 februari EK 1992 kwalificatie № 295 «onderlinge duels» 21:30 uur (UTC) | Rui Águas 5' José Martins Leal 34' Vítor Paneira 41' (pen.) Paulo Futre 48' Jorge Cadete 81' |       |       | Estádio das Antas, Porto Toeschouwers: 15.000 Scheidsrechter: John Spillane (IRL) |

|                                                        |                |       |                   |                                                                                         |
| 4 september Vriendschappelijk № 296 «onderlinge duels» | Portugal       | 1 – 1 | Oostenrijk        | Estádio das Antas, Porto Toeschouwers: 12.000 Scheidsrechter: Raúl García de Loza (ESP) |
| 4 september Vriendschappelijk № 296 «onderlinge duels» | Rui Barros 31' |       | 70' Walter Kogler | Estádio das Antas, Porto Toeschouwers: 12.000 Scheidsrechter: Raúl García de Loza (ESP) |

|                                                                          |                 |       |         |                                                                                    |
| 11 september EK 1992 kwalificatie № 297 «onderlinge duels» 20:30 (UTC+1) | Portugal        | 1 – 0 | Finland | Estádio das Antas, Porto Toeschouwers: 30.000 Scheidsrechter: Arturo Martino (SUI) |
| 11 september EK 1992 kwalificatie № 297 «onderlinge duels» 20:30 (UTC+1) | César Brito 22' |       |         | Estádio das Antas, Porto Toeschouwers: 30.000 Scheidsrechter: Arturo Martino (SUI) |

|                                                                         |                       |       |                      |                                                                                          |
| 12 oktober Vriendschappelijk № 298 «onderlinge duels» 17:00 uur (UTC+1) | Luxemburg             | 1 – 1 | Portugal             | Stade Municipal, Luxemburg Toeschouwers: 3.000 Scheidsrechter: Alphonse Constantin (BEL) |
| 12 oktober Vriendschappelijk № 298 «onderlinge duels» 17:00 uur (UTC+1) | Carlo Weis 65' (pen.) |       | 48' António Nogueira | Stade Municipal, Luxemburg Toeschouwers: 3.000 Scheidsrechter: Alphonse Constantin (BEL) |

|                                                                            |                      |       |          |                                                                               |
| 16 oktober EK 1992 kwalificatie № 299 «onderlinge duels» 20:00 uur (UTC+1) | Nederland            | 1 – 0 | Portugal | De Kuip, Rotterdam Toeschouwers: 40.057 Scheidsrechter: George Courtney (ENG) |
| 16 oktober EK 1992 kwalificatie № 299 «onderlinge duels» 20:00 uur (UTC+1) | Richard Witschge 20' |       |          | De Kuip, Rotterdam Toeschouwers: 40.057 Scheidsrechter: George Courtney (ENG) |

|                                                                           |                       |       |             |                                                                                       |
| 20 november EK 1992 kwalificatie № 300 «onderlinge duels» 21:30 uur (UTC) | Portugal              | 1 – 0 | Griekenland | Estádio da Luz, Lissabon Toeschouwers: 2.098 Scheidsrechter: Alphonse Costantin (BEL) |
| 20 november EK 1992 kwalificatie № 300 «onderlinge duels» 21:30 uur (UTC) | João Vieira Pinto 17' |       |             | Estádio da Luz, Lissabon Toeschouwers: 2.098 Scheidsrechter: Alphonse Costantin (BEL) |

### 1992
|                                                                       |          |       |        | |
| 15 januari Vriendschappelijk № 301 «onderlinge duels» 21:30 uur (UTC) | Portugal | 0 – 0 | Spanje | Estádio António Alves Vieira, Torres Novas Toeschouwers: 11.000 Scheidsrechter: Antoine De Pandis (FRA) |
| 15 januari Vriendschappelijk № 301 «onderlinge duels» 21:30 uur (UTC) |          |       |        | Estádio António Alves Vieira, Torres Novas Toeschouwers: 11.000 Scheidsrechter: Antoine De Pandis (FRA) |

|                                                                        |                                |       |           |                                                                                      |
| 12 februari Vriendschappelijk № 302 «onderlinge duels» 19:30 uur (UTC) | Portugal                       | 2 – 0 | Nederland | Estádio de São Luís, Faro Toeschouwers: 3.825 Scheidsrechter: Manuel Díaz Vega (ESP) |
| 12 februari Vriendschappelijk № 302 «onderlinge duels» 19:30 uur (UTC) | Oceano Cruz 3' César Brito 80' |       |           | Estádio de São Luís, Faro Toeschouwers: 3.825 Scheidsrechter: Manuel Díaz Vega (ESP) |

|                                                               |        |       |          |                                                                                |
| 31 mei US Cup 1992 № 303 «onderlinge duels» 15:00 uur (UTC−4) | Italië | 0 – 0 | Portugal | Yale Bowl, New Haven Toeschouwers: 38.833 Scheidsrechter: Raúl Domínguez (USA) |
| 31 mei US Cup 1992 № 303 «onderlinge duels» 15:00 uur (UTC−4) |        |       |          | Yale Bowl, New Haven Toeschouwers: 38.833 Scheidsrechter: Raúl Domínguez (USA) |

|                                                               |                  |       |          |                                                                                      |
| 3 juni US Cup 1992 № 304 «onderlinge duels» 19:30 uur (UTC−5) | Verenigde Staten | 1 – 0 | Portugal | Soldier Field, Chicago Toeschouwers: 10.402 Scheidsrechter: Miguel Angel Salas (POR) |
| 3 juni US Cup 1992 № 304 «onderlinge duels» 19:30 uur (UTC−5) | Roy Wegerle 35'  |       |          | Soldier Field, Chicago Toeschouwers: 10.402 Scheidsrechter: Miguel Angel Salas (POR) |

|                                                               |          |                                    |         |                                                                                    |
| 7 juni US Cup 1992 № 305 «onderlinge duels» 17:00 uur (UTC−4) | Portugal | 0 – 2                              | Ierland | Foxboro Stadium, Foxborough Toeschouwers: 41.227 Scheidsrechter: Helder Dias (USA) |
| 7 juni US Cup 1992 № 305 «onderlinge duels» 17:00 uur (UTC−4) |          | 39' Steve Staunton 90' Tommy Coyne |         | Foxboro Stadium, Foxborough Toeschouwers: 41.227 Scheidsrechter: Helder Dias (USA) |

|                                                        |                  |       |                      |                                                                             |
| 2 september Vriendschappelijk № 306 «onderlinge duels» | Oostenrijk       | 1 – 1 | Portugal             | Linzerstadion, Linz Toeschouwers: 14.000 Scheidsrechter: Piotr Werner (POL) |
| 2 september Vriendschappelijk № 306 «onderlinge duels» | Toni Polster 37' |       | 56' Hélder Cristóvão | Linzerstadion, Linz Toeschouwers: 14.000 Scheidsrechter: Piotr Werner (POL) |

|                                                                            |           |       |          |                                                                                     |
| 14 oktober WK 1994 kwalificatie № 307 «onderlinge duels» 20:00 uur (UTC+1) | Schotland | 0 – 0 | Portugal | Ibrox Stadium, Glasgow Toeschouwers: 22.583 Scheidsrechter: Hubert Forstinger (AUT) |
| 14 oktober WK 1994 kwalificatie № 307 «onderlinge duels» 20:00 uur (UTC+1) |           |       |          | Ibrox Stadium, Glasgow Toeschouwers: 22.583 Scheidsrechter: Hubert Forstinger (AUT) |

|                                                        |                               |       |                      |                                                                               |
| 11 november Vriendschappelijk № 308 «onderlinge duels» | Portugal                      | 2 – 1 | Bulgarije            | Stade Bauer, Saint-Ouen Toeschouwers: 12.000 Scheidsrechter: Alain Sars (FRA) |
| 11 november Vriendschappelijk № 308 «onderlinge duels» | Luís Figo 32' Oceano Cruz 56' |       | 26' Krasimir Balakov | Stade Bauer, Saint-Ouen Toeschouwers: 12.000 Scheidsrechter: Alain Sars (FRA) |

### 1993
|                                                                            |       |               |          |                                                                                    |
| 24 januari WK 1994 kwalificatie № 309 «onderlinge duels» 15:00 uur (UTC+1) | Malta | 0 – 1         | Portugal | Ta' Qalistadion, Ta' Qali Toeschouwers: 10.000 Scheidsrechter: David Elleray (ENG) |
| 24 januari WK 1994 kwalificatie № 309 «onderlinge duels» 15:00 uur (UTC+1) |       | 58' Rui Águas |          | Ta' Qalistadion, Ta' Qali Toeschouwers: 10.000 Scheidsrechter: David Elleray (ENG) |

|                                                                          |            |       |                   |                                                                                              |
| 10 februari Vriendschappelijk № 310 «onderlinge duels» 21:30 uur (UTC+8) | Portugal   | 1 – 1 | Noorwegen         | Estádio de São Luís, Faro Toeschouwers: 6.000 Scheidsrechter: Antonio Martín Navarrete (ESP) |
| 10 februari Vriendschappelijk № 310 «onderlinge duels» 21:30 uur (UTC+8) | Oceano 56' |       | 87' Gøran Sørloth | Estádio de São Luís, Faro Toeschouwers: 6.000 Scheidsrechter: Antonio Martín Navarrete (ESP) |

|                                                                             |                           |       |                                                           |                                                                                 |
| 24 februari WK 1994 kwalificatie № 311 «onderlinge duels» 21:30 uur (UTC+1) | Portugal                  | 1 – 3 | Italië                                                    | Estádio das Antas, Porto Toeschouwers: 30.761 Scheidsrechter: Bo Karlsson (SWE) |
| 24 februari WK 1994 kwalificatie № 311 «onderlinge duels» 21:30 uur (UTC+1) | Fernando Couto 57' (pen.) |       | 2' Roberto Baggio 25' Pierluigi Casiraghi 74' Dino Baggio | Estádio das Antas, Porto Toeschouwers: 30.761 Scheidsrechter: Bo Karlsson (SWE) |

|                                                                          |                        |       |                 |                                                                                     |
| 31 maart WK 1994 kwalificatie № 312 «onderlinge duels» 20:15 uur (UTC+2) | Zwitserland            | 1 – 1 | Portugal        | Wankdorfstadion, Bern Toeschouwers: 29.095 Scheidsrechter: Kim Milton Nielsen (DEN) |
| 31 maart WK 1994 kwalificatie № 312 «onderlinge duels» 20:15 uur (UTC+2) | Stéphane Chapuisat 39' |       | 44' José Semedo | Wankdorfstadion, Bern Toeschouwers: 29.095 Scheidsrechter: Kim Milton Nielsen (DEN) |

|                                                                          |                                                                                |       |           |                                                                                 |
| 28 april WK 1994 kwalificatie № 313 «onderlinge duels» 21:30 uur (UTC+2) | Portugal                                                                       | 5 – 0 | Schotland | Estádio da Luz, Lissabon Toeschouwers: 28.000 Scheidsrechter: Sándor Puhl (HUN) |
| 28 april WK 1994 kwalificatie № 313 «onderlinge duels» 21:30 uur (UTC+2) | Rui Barros 5' Jorge Cadete 45' Paulo Futre 66' Rui Barros 70' Jorge Cadete 71' |       |           | Estádio da Luz, Lissabon Toeschouwers: 28.000 Scheidsrechter: Sándor Puhl (HUN) |

|                                                                         |                                                                         |       |       |                                                                                 |
| 19 juni WK 1994 kwalificatie № 314 «onderlinge duels» 19:30 uur (UTC+2) | Portugal                                                                | 4 – 0 | Malta | Estádio das Antas, Porto Toeschouwers: 10.000 Scheidsrechter: Jiří Ulrich (CZE) |
| 19 juni WK 1994 kwalificatie № 314 «onderlinge duels» 19:30 uur (UTC+2) | António Nogueira 2' Rui Costa 8' João Vieira Pinto 24' Jorge Cadete 90' |       |       | Estádio das Antas, Porto Toeschouwers: 10.000 Scheidsrechter: Jiří Ulrich (CZE) |

|                                                                             |         |                                 |          |                                                                               |
| 5 september WK 1994 kwalificatie № 315 «onderlinge duels» 17:10 uur (UTC+3) | Estland | 0 – 2                           | Portugal | Kadriorustadion, Tallinn Toeschouwers: 2.750 Scheidsrechter: Ilkka Koho (FIN) |
| 5 september WK 1994 kwalificatie № 315 «onderlinge duels» 17:10 uur (UTC+3) |         | 31' Rui Costa 76' António Folha |          | Kadriorustadion, Tallinn Toeschouwers: 2.750 Scheidsrechter: Ilkka Koho (FIN) |

|                                                                            |                      |       |             |                                                                                  |
| 13 oktober WK 1994 kwalificatie № 316 «onderlinge duels» 21:00 uur (UTC+1) | Portugal             | 1 – 0 | Zwitserland | Estádio das Antas, Porto Toeschouwers: 55.000 Scheidsrechter: Hellmut Krug (GER) |
| 13 oktober WK 1994 kwalificatie № 316 «onderlinge duels» 21:00 uur (UTC+1) | João Vieira Pinto 9' |       |             | Estádio das Antas, Porto Toeschouwers: 55.000 Scheidsrechter: Hellmut Krug (GER) |

|                                                                             |                                                |       |         |                                                                                  |
| 10 november WK 1994 kwalificatie № 317 «onderlinge duels» 21:00 uur (UTC+1) | Portugal                                       | 3 – 0 | Estland | Estádio da Luz, Lissabon Toeschouwers: 11.000 Scheidsrechter: Eric Blareau (BEL) |
| 10 november WK 1994 kwalificatie № 317 «onderlinge duels» 21:00 uur (UTC+1) | Paulo Futre 2' Oceano 37' (pen.) Rui Águas 86' |       |         | Estádio da Luz, Lissabon Toeschouwers: 11.000 Scheidsrechter: Eric Blareau (BEL) |

|                                                                             |                 |       |          |                                                                            |
| 17 november WK 1994 kwalificatie № 318 «onderlinge duels» 20:30 uur (UTC+1) | Italië          | 1 – 0 | Portugal | San Siro, Milaan Toeschouwers: 71.513 Scheidsrechter: Ryszard Wójcik (POL) |
| 17 november WK 1994 kwalificatie № 318 «onderlinge duels» 20:30 uur (UTC+1) | Dino Baggio 83' |       |          | San Siro, Milaan Toeschouwers: 71.513 Scheidsrechter: Ryszard Wójcik (POL) |

### 1994
|                                                                         |                               |       |                                                   |                                                                                             |
| 19 januari Vriendschappelijk № 319 «onderlinge duels» 21:30 uur (UTC+1) | Spanje                        | 2 – 2 | Portugal                                          | Estadio Municipal de Balaídos, Vigo Toeschouwers: 32.000 Scheidsrechter: Fabio Baldas (ITA) |
| 19 januari Vriendschappelijk № 319 «onderlinge duels» 21:30 uur (UTC+1) | Julio Salinas 42' Juanele 77' |       | 72' (e.d.) Juanma López 84' (pen.) Oceano da Cruz | Estadio Municipal de Balaídos, Vigo Toeschouwers: 32.000 Scheidsrechter: Fabio Baldas (ITA) |

|                                                                       |           |       |          |                                                                                 |
| 20 april Vriendschappelijk № 320 «onderlinge duels» 19:00 uur (UTC+2) | Noorwegen | 0 – 0 | Portugal | Ullevaalstadion, Oslo Toeschouwers: 17.509 Scheidsrechter: Andrew Waddell (SCO) |
| 20 april Vriendschappelijk № 320 «onderlinge duels» 19:00 uur (UTC+2) |           |       |          | Ullevaalstadion, Oslo Toeschouwers: 17.509 Scheidsrechter: Andrew Waddell (SCO) |

|                                                                             |                        |       |                                     |                                                                               |
| 7 september EK 1996 kwalificatie № 321 «onderlinge duels» 20:00 uur (UTC+1) | Noord-Ierland          | 1 – 2 | Portugal                            | Windsor Park, Belfast Toeschouwers: 6.301 Scheidsrechter: Rune Pedersen (NOR) |
| 7 september EK 1996 kwalificatie № 321 «onderlinge duels» 20:00 uur (UTC+1) | Jimmy Quinn 58' (pen.) |       | 8' Rui Costa 81' Domingos Paciência | Windsor Park, Belfast Toeschouwers: 6.301 Scheidsrechter: Rune Pedersen (NOR) |

|                                                                           |                         |       |                                                           |                                                                             |
| 9 oktober EK 1996 kwalificatie № 322 «onderlinge duels» 19:00 uur (UTC+2) | Letland                 | 1 – 3 | Portugal                                                  | Daugavastadion, Riga Toeschouwers: 5.400 Scheidsrechter: Eric Blareau (BEL) |
| 9 oktober EK 1996 kwalificatie № 322 «onderlinge duels» 19:00 uur (UTC+2) | Jevgēņijs Miļevskis 87' |       | 31' João Vieira Pinto 69' João Vieira Pinto 70' Luís Figo | Daugavastadion, Riga Toeschouwers: 5.400 Scheidsrechter: Eric Blareau (BEL) |

|                                                                             |               |       |            |                                                                                            |
| 13 november EK 1996 kwalificatie № 323 «onderlinge duels» 17:00 uur (UTC+1) | Portugal      | 1 – 0 | Oostenrijk | Estádio José Alvalade, Lissabon Toeschouwers: 22.273 Scheidsrechter: Peter Mikkelsen (DEN) |
| 13 november EK 1996 kwalificatie № 323 «onderlinge duels» 17:00 uur (UTC+1) | Luís Figo 37' |       |            | Estádio José Alvalade, Lissabon Toeschouwers: 22.273 Scheidsrechter: Peter Mikkelsen (DEN) |

|                                                                             | |       |               |                                                                                   |
| 18 december EK 1996 kwalificatie № 324 «onderlinge duels» 17:00 uur (UTC+1) | Portugal | 8 – 0 | Liechtenstein | Estádio da Luz, Lissabon Toeschouwers: 22.800 Scheidsrechter: Lubomír Pucek (CZE) |
| 18 december EK 1996 kwalificatie № 324 «onderlinge duels» 17:00 uur (UTC+1) | Domingos Paciência 3' Domingos Paciência 12' Oceano Cruz 45' João Vieira Pinto 57' Fernando Couto 73' António Folha 74' Paulo Alves 75' Paulo Alves 79' |       |               | Estádio da Luz, Lissabon Toeschouwers: 22.800 Scheidsrechter: Lubomír Pucek (CZE) |

### 1995
|                                                                   |                  |       |                   |                                                                        |
| 26 januari SkyDome Cup № 325 «onderlinge duels» 19:30 uur (UTC−5) | Canada           | 1 – 1 | Portugal          | SkyDome, Toronto Toeschouwers: 13.658 Scheidsrechter: Zim Boulos (USA) |
| 26 januari SkyDome Cup № 325 «onderlinge duels» 19:30 uur (UTC−5) | Alex Bunbury 82' |       | 10' António Folha | SkyDome, Toronto Toeschouwers: 13.658 Scheidsrechter: Zim Boulos (USA) |

|                                                 |             |                 |          |                                                                          |
| 29 januari SkyDome Cup № 326 «onderlinge duels» | 'Denemarken | 0 – 1           | Portugal | SkyDome, Toronto Toeschouwers: 23.700 Scheidsrechter: Tony Camacho (CAN) |
| 29 januari SkyDome Cup № 326 «onderlinge duels» |             | 89' Paulo Alves |          | SkyDome, Toronto Toeschouwers: 23.700 Scheidsrechter: Tony Camacho (CAN) |

|                                                                          |           |                  |          |                                                                                        |
| 22 februari Vriendschappelijk № 327 «onderlinge duels» 20:15 uur (UTC+1) | Nederland | 0 – 1            | Portugal | Philips Stadion, Eindhoven Toeschouwers: 25.300 Scheidsrechter: Gilles Veissière (FRA) |
| 22 februari Vriendschappelijk № 327 «onderlinge duels» 20:15 uur (UTC+1) |           | 8' Pedro Barbosa |          | Philips Stadion, Eindhoven Toeschouwers: 25.300 Scheidsrechter: Gilles Veissière (FRA) |

|                                                                          |                    |       |          |                                                                                    |
| 26 april EK 1996 kwalificatie № 328 «onderlinge duels» 19:30 uur (UTC+1) | Ierland            | 1 – 0 | Portugal | Lansdowne Road, Dublin Toeschouwers: 33.500 Scheidsrechter: Angelo Amendolia (ITA) |
| 26 april EK 1996 kwalificatie № 328 «onderlinge duels» 19:30 uur (UTC+1) | Steve Staunton 45' |       |          | Lansdowne Road, Dublin Toeschouwers: 33.500 Scheidsrechter: Angelo Amendolia (ITA) |

|                                                                        |                                                           |       |                                 |                                                                                    |
| 3 juni EK 1996 kwalificatie № 329 «onderlinge duels» 21:00 uur (UTC+2) | Portugal                                                  | 3 – 2 | Letland                         | Estádio das Antas, Porto Toeschouwers: 26.619 Scheidsrechter: Zoran Petrović (YUG) |
| 3 juni EK 1996 kwalificatie № 329 «onderlinge duels» 21:00 uur (UTC+2) | Luís Figo 5' Carlos Secretário 20' Domingos Paciência 21' |       | 51' Vīts Rimkus 73' Vīts Rimkus | Estádio das Antas, Porto Toeschouwers: 26.619 Scheidsrechter: Zoran Petrović (YUG) |

|                                                                             |          | |               |                                                                                           |
| 15 augustus EK 1996 kwalificatie № 330 «onderlinge duels» 18:00 uur (UTC+2) | Portugal | 0 – 7 | Liechtenstein | Sportpark Eschen/Mauren, Eschen Toeschouwers: 3.500 Scheidsrechter: Dragutin Poljak (CRO) |
| 15 augustus EK 1996 kwalificatie № 330 «onderlinge duels» 18:00 uur (UTC+2) |          | 25' Domingos Paciência 33' Paulinho Santos 41' Rui Costa 66' Paulo Alves 70' (pen.) Rui Costa 73' Paulo Alves 90' Paulo Alves |               | Sportpark Eschen/Mauren, Eschen Toeschouwers: 3.500 Scheidsrechter: Dragutin Poljak (CRO) |

|                                                                             |                        |       |                    |                                                                                 |
| 3 september EK 1996 kwalificatie № 331 «onderlinge duels» 21:00 uur (UTC+2) | Portugal               | 1 – 1 | Noord-Ierland      | Estádio das Antas, Porto Toeschouwers: 26.780 Scheidsrechter: Rémi Harrel (FRA) |
| 3 september EK 1996 kwalificatie № 331 «onderlinge duels» 21:00 uur (UTC+2) | Domingos Paciência 47' |       | 65' Michael Hughes | Estádio das Antas, Porto Toeschouwers: 26.780 Scheidsrechter: Rémi Harrel (FRA) |

|                                                                            |                  |       |                     |                                                                                        |
| 11 oktober EK 1996 kwalificatie № 332 «onderlinge duels» 20:30 uur (UTC+1) | Oostenrijk       | 1 – 1 | Portugal            | Ernst Happelstadion, Wenen Toeschouwers: 44.000 Scheidsrechter: Nikolay Levnikov (RUS) |
| 11 oktober EK 1996 kwalificatie № 332 «onderlinge duels» 20:30 uur (UTC+1) | Peter Stöger 20' |       | 49' Paulinho Santos | Ernst Happelstadion, Wenen Toeschouwers: 44.000 Scheidsrechter: Nikolay Levnikov (RUS) |

|                                                                             |                                                     |       |         |                                                                                     |
| 15 november EK 1996 kwalificatie № 333 «onderlinge duels» 21:00 uur (UTC+1) | Portugal                                            | 3 – 0 | Ierland | Estádio da Luz, Lissabon Toeschouwers: 71.766 Scheidsrechter: Piero Ceccarini (ITA) |
| 15 november EK 1996 kwalificatie № 333 «onderlinge duels» 21:00 uur (UTC+1) | Rui Costa 59' Hélder Cristóvão 75' Jorge Cadete 89' |       |         | Estádio da Luz, Lissabon Toeschouwers: 71.766 Scheidsrechter: Piero Ceccarini (ITA) |

|                                                                        |                 |       |                 |                                                                                  |
| 12 december Vriendschappelijk № 334 «onderlinge duels» 20:00 uur (UTC) | Engeland        | 1 – 1 | Portugal        | Wembley Stadium, Londen Toeschouwers: 28.592 Scheidsrechter: Rune Pedersen (NOR) |
| 12 december Vriendschappelijk № 334 «onderlinge duels» 20:00 uur (UTC) | Steve Stone 44' |       | 58' Paulo Alves | Wembley Stadium, Londen Toeschouwers: 28.592 Scheidsrechter: Rune Pedersen (NOR) |

### 1996
|                                                                         |                                                            |       |                                  |                                                                                      |
| 24 januari Vriendschappelijk № 335 «onderlinge duels» 20:45 uur (UTC+1) | Frankrijk                                                  | 3 – 2 | Portugal                         | Parc des Princes, Parijs Toeschouwers: 25.725 Scheidsrechter: Dermot Gallagher (ENG) |
| 24 januari Vriendschappelijk № 335 «onderlinge duels» 20:45 uur (UTC+1) | Youri Djorkaeff 24' Youri Djorkaeff 75' Reynald Pedros 77' |       | 22' Fernando Couto 34' Rui Costa | Parc des Princes, Parijs Toeschouwers: 25.725 Scheidsrechter: Dermot Gallagher (ENG) |

|                                                                          |                   |       |                                       |                                                                                  |
| 21 februari Vriendschappelijk № 336 «onderlinge duels» 20:30 uur (UTC+1) | Portugal          | 1 – 2 | Duitsland                             | Estádio das Antas, Porto Toeschouwers: 18.000 Scheidsrechter: Robert Boggi (ITA) |
| 21 februari Vriendschappelijk № 336 «onderlinge duels» 20:30 uur (UTC+1) | António Folha 52' |       | 14' Andreas Möller 65' Andreas Möller | Estádio das Antas, Porto Toeschouwers: 18.000 Scheidsrechter: Robert Boggi (ITA) |

|                                                     |                        |       |             |                                                                                  |
| 27 maart Vriendschappelijk № 337 «onderlinge duels» | Portugal               | 1 – 0 | Griekenland | Estádio do Restelo, Lissabon Toeschouwers: 8.500 Scheidsrechter: Mike Reed (ENG) |
| 27 maart Vriendschappelijk № 337 «onderlinge duels» | Oceano Cruz 86' (pen.) |       |             | Estádio do Restelo, Lissabon Toeschouwers: 8.500 Scheidsrechter: Mike Reed (ENG) |

|                                                                     |         |                   |          |                                                                                   |
| 29 mei Vriendschappelijk № 338 «onderlinge duels» 19:30 uur (UTC+1) | Ierland | 0 – 1             | Portugal | Lansdowne Road, Dublin Toeschouwers: 26.576 Scheidsrechter: Claude Détruche (SUI) |
| 29 mei Vriendschappelijk № 338 «onderlinge duels» 19:30 uur (UTC+1) |         | 39' António Folha |          | Lansdowne Road, Dublin Toeschouwers: 26.576 Scheidsrechter: Claude Détruche (SUI) |

| Europees kampioenschap voetbal 1996 |
| ----------------------------------- |

|                                                                   |                   |       |                      |                                                                                               |
| 9 juni EK 1996 Groep D № 339 «onderlinge duels» 19:30 uur (UTC+1) | Denemarken        | 1 – 1 | Portugal             | Hillsborough Stadium, Sheffield Toeschouwers: 34.993 Scheidsrechter: Mario van der Ende (NED) |
| 9 juni EK 1996 Groep D № 339 «onderlinge duels» 19:30 uur (UTC+1) | Brian Laudrup 21' |       | 52' Ricardo Sá Pinto | Hillsborough Stadium, Sheffield Toeschouwers: 34.993 Scheidsrechter: Mario van der Ende (NED) |

|                                                                    |                    |       |         |                                                                                |
| 14 juni EK 1996 Groep D № 340 «onderlinge duels» 16:30 uur (UTC+1) | Portugal           | 1 – 0 | Turkije | City Ground, Nottingham Toeschouwers: 22.670 Scheidsrechter: Sándor Puhl (HUN) |
| 14 juni EK 1996 Groep D № 340 «onderlinge duels» 16:30 uur (UTC+1) | Fernando Couto 66' |       |         | City Ground, Nottingham Toeschouwers: 22.670 Scheidsrechter: Sándor Puhl (HUN) |

|                                                                    |         |                                                    |          |                                                                                    |
| 19 juni EK 1996 Groep D № 341 «onderlinge duels» 16:30 uur (UTC+1) | Kroatië | 0 – 3                                              | Portugal | City Ground, Nottingham Toeschouwers: 20.484 Scheidsrechter: Bernd Heynemann (GER) |
| 19 juni EK 1996 Groep D № 341 «onderlinge duels» 16:30 uur (UTC+1) |         | 4' Luís Figo 33' João Pinto 82' Domingos Paciência |          | City Ground, Nottingham Toeschouwers: 20.484 Scheidsrechter: Bernd Heynemann (GER) |

|                                                                    |                    |       |          |                                                                               |
| 23 juni EK 1996 Kwartfinale № 342 «onderlinge duels» 18:30 (UTC+1) | Tsjechië           | 1 – 0 | Portugal | Villa Park, Birmingham Toeschouwers: 26.832 Scheidsrechter: Helmut Krug (GER) |
| 23 juni EK 1996 Kwartfinale № 342 «onderlinge duels» 18:30 (UTC+1) | Karel Poborský 53' |       |          | Villa Park, Birmingham Toeschouwers: 26.832 Scheidsrechter: Helmut Krug (GER) |

|  |  |  |  |  |  |  |  |  |

|                                                                             |         |       |          |                                                                         |
| 31 augustus WK 1998 kwalificatie № 343 «onderlinge duels» 20:30 uur (UTC+4) | Armenië | 0 – 0 | Portugal | Hrazdan, Jerevan Toeschouwers: 6.015 Scheidsrechter: Karol Ihring (SVK) |
| 31 augustus WK 1998 kwalificatie № 343 «onderlinge duels» 20:30 uur (UTC+4) |         |       |          | Hrazdan, Jerevan Toeschouwers: 6.015 Scheidsrechter: Karol Ihring (SVK) |

|                                                                           |                                    |       |                   |                                                                                     |
| 5 oktober WK 1998 kwalificatie № 344 «onderlinge duels» 20:00 uur (UTC+3) | Oekraïne                           | 2 – 1 | Portugal          | NSK Olimpiejsky, Kiev Toeschouwers: 51.385 Scheidsrechter: Kim Milton Nielsen (DEN) |
| 5 oktober WK 1998 kwalificatie № 344 «onderlinge duels» 20:00 uur (UTC+3) | Serhiy Popov 4' Yuriy Maksymov 88' |       | João V. Pinto 83' | NSK Olimpiejsky, Kiev Toeschouwers: 51.385 Scheidsrechter: Kim Milton Nielsen (DEN) |

|                                                                           |         |                                                  |          |                                                                                   |
| 9 oktober WK 1998 kwalificatie № 345 «onderlinge duels» 20:00 uur (UTC+2) | Albanië | 0 – 3                                            | Portugal | Qemal Stafastadion, Tirana Toeschouwers: 16.000 Scheidsrechter: Oguz Sarvan (TUR) |
| 9 oktober WK 1998 kwalificatie № 345 «onderlinge duels» 20:00 uur (UTC+2) |         | Luís Figo 10' Hélder Cristóvão 75' Rui Costa 88' |          | Qemal Stafastadion, Tirana Toeschouwers: 16.000 Scheidsrechter: Oguz Sarvan (TUR) |

|                                                                          |                    |       |          |                                                                                  |
| 9 november WK 1998 kwalificatie № 346 «onderlinge duels» 20:45 uur (UTC) | Portugal           | 1 – 0 | Oekraïne | Estádio das Antas, Porto Toeschouwers: 19.106 Scheidsrechter: Leif Sundell (SWE) |
| 9 november WK 1998 kwalificatie № 346 «onderlinge duels» 20:45 uur (UTC) | Fernando Couto 58' |       |          | Estádio das Antas, Porto Toeschouwers: 19.106 Scheidsrechter: Leif Sundell (SWE) |

|                                                                           |          |       |           |                                                                                 |
| 14 december WK 1998 kwalificatie № 347 «onderlinge duels» 20:45 uur (UTC) | Portugal | 0 – 0 | Duitsland | Estádio da Luz, Lissabon Toeschouwers: 50.000 Scheidsrechter: Sándor Puhl (HUN) |
| 14 december WK 1998 kwalificatie № 347 «onderlinge duels» 20:45 uur (UTC) |          |       |           | Estádio da Luz, Lissabon Toeschouwers: 50.000 Scheidsrechter: Sándor Puhl (HUN) |

### 1997
|                                                                       |          |                                    |           |                                                                                          |
| 22 januari Vriendschappelijk № 348 «onderlinge duels» 20:45 uur (UTC) | Portugal | 0 – 2                              | Frankrijk | Estádio 1º de Maio, Braga Toeschouwers: 40.000 Scheidsrechter: José Nuñez Manrique (ESP) |
| 22 januari Vriendschappelijk № 348 «onderlinge duels» 20:45 uur (UTC) |          | 10' Marcel Desailly 62' Ibrahim Ba |           | Estádio 1º de Maio, Braga Toeschouwers: 40.000 Scheidsrechter: José Nuñez Manrique (ESP) |

|                                                     |             |       |          |                                                                                          |
| 29 maart Vriendschappelijk № 349 «onderlinge duels» | Griekenland | 0 – 0 | Portugal | Nikos Goumasstadion, Nea Filadelfeia Toeschouwers: 1.500 Scheidsrechter: Aron Huzu (ROU) |
| 29 maart Vriendschappelijk № 349 «onderlinge duels» |             |       |          | Nikos Goumasstadion, Nea Filadelfeia Toeschouwers: 1.500 Scheidsrechter: Aron Huzu (ROU) |

|                                                                        |               |       |          |                                                                                 |
| 29 maart WK 1998 kwalificatie № 350 «onderlinge duels» 15:00 uur (UTC) | Noord-Ierland | 0 – 0 | Portugal | Windsor Park, Belfast Toeschouwers: 9.400 Scheidsrechter: Graziano Cesari (ITA) |
| 29 maart WK 1998 kwalificatie № 350 «onderlinge duels» 15:00 uur (UTC) |               |       |          | Windsor Park, Belfast Toeschouwers: 9.400 Scheidsrechter: Graziano Cesari (ITA) |

|                                                                        |                                 |       |         |                                                                                 |
| 7 juni WK 1998 kwalificatie № 351 «onderlinge duels» 21:30 uur (UTC+1) | Portugal                        | 2 – 0 | Albanië | Estádio das Antas, Porto Toeschouwers: 14.000 Scheidsrechter: Terje Hauge (NOR) |
| 7 juni WK 1998 kwalificatie № 351 «onderlinge duels» 21:30 uur (UTC+1) | João V. Pinto 14' Luís Figo 70' |       |         | Estádio das Antas, Porto Toeschouwers: 14.000 Scheidsrechter: Terje Hauge (NOR) |

|                                                                           |                                                        |       |                      |                                                                                   |
| 20 augustus WK 1998 kwalificatie № 352 «onderlinge duels» 21:30 uur (UTC) | Portugal                                               | 3 – 1 | Armenië              | Estádio do Bonfim, Setúbal Toeschouwers: 16.000 Scheidsrechter: Marcel Lica (ROU) |
| 20 augustus WK 1998 kwalificatie № 352 «onderlinge duels» 21:30 uur (UTC) | Domingos Paciência 23' Luís Figo 31' Pedro Barbosa 55' |       | Éric Assadourian 46' | Estádio do Bonfim, Setúbal Toeschouwers: 16.000 Scheidsrechter: Marcel Lica (ROU) |

|                                                                             |                 |       |                   |                                                                               |
| 6 september WK 1998 kwalificatie № 353 «onderlinge duels» 20:00 uur (UTC+2) | Duitsland       | 1 – 1 | Portugal          | Olympiastadion, Berlijn Toeschouwers: 75.841 Scheidsrechter: Marc Batta (FRA) |
| 6 september WK 1998 kwalificatie № 353 «onderlinge duels» 20:00 uur (UTC+2) | Ulf Kirsten 81' |       | 71' Pedro Barbosa | Olympiastadion, Berlijn Toeschouwers: 75.841 Scheidsrechter: Marc Batta (FRA) |

|                                                                            |                      |       |               |                                                                                     |
| 11 oktober WK 1998 kwalificatie № 354 «onderlinge duels» 17:30 uur (UTC+1) | Portugal             | 1 – 0 | Noord-Ierland | Estádio da Luz, Lissabon Toeschouwers: 31.847 Scheidsrechter: Peter Mikkelsen (DEN) |
| 11 oktober WK 1998 kwalificatie № 354 «onderlinge duels» 17:30 uur (UTC+1) | Sérgio Conceição 18' |       |               | Estádio da Luz, Lissabon Toeschouwers: 31.847 Scheidsrechter: Peter Mikkelsen (DEN) |

### 1998
|                                                                       |                                                       |       |          |                                                                                     |
| 22 april Vriendschappelijk № 355 «onderlinge duels» 20:00 uur (UTC+1) | Engeland                                              | 3 – 0 | Portugal | Wembley Stadium, Londen Toeschouwers: 63.463 Scheidsrechter: Manuel Díaz Vega (ESP) |
| 22 april Vriendschappelijk № 355 «onderlinge duels» 20:00 uur (UTC+1) | Alan Shearer 5' Teddy Sheringham 46' Alan Shearer 65' |       |          | Wembley Stadium, Londen Toeschouwers: 63.463 Scheidsrechter: Manuel Díaz Vega (ESP) |

|                                                        |                             |       |             |                                                                                              |
| 19 augustus Vriendschappelijk № 356 «onderlinge duels» | Portugal                    | 2 – 1 | Mozambique  | Estádio de São Miguel, Ponta Delgada Toeschouwers: 15.000 Scheidsrechter: Stéphane Bré (FRA) |
| 19 augustus Vriendschappelijk № 356 «onderlinge duels» | Rui Costa 55' Rui Costa 58' |       | Mário Artur | Estádio de São Miguel, Ponta Delgada Toeschouwers: 15.000 Scheidsrechter: Stéphane Bré (FRA) |

|                                                                             |                    |       |                                                         |                                                                            |
| 6 september EK 2000 kwalificatie № 357 «onderlinge duels» 20:30 uur (UTC+2) | Hongarije          | 1 – 3 | Portugal                                                | Népstadion, Boedapest Toeschouwers: 46.500 Scheidsrechter: Urs Meier (SUI) |
| 6 september EK 2000 kwalificatie № 357 «onderlinge duels» 20:30 uur (UTC+2) | Ferenc Horváth 32' |       | 56' Ricardo Sá Pinto 77' Ricardo Sá Pinto 85' Rui Costa | Népstadion, Boedapest Toeschouwers: 46.500 Scheidsrechter: Urs Meier (SUI) |

|                                                                            |          |                      |          |                                                                                  |
| 10 oktober EK 2000 kwalificatie № 358 «onderlinge duels» 21:00 uur (UTC+1) | Portugal | 0 – 1                | Roemenië | Estádio das Antas, Porto Toeschouwers: 37.354 Scheidsrechter: Hellmut Krug (GER) |
| 10 oktober EK 2000 kwalificatie № 358 «onderlinge duels» 21:00 uur (UTC+1) |          | 90' Dorinel Munteanu |          | Estádio das Antas, Porto Toeschouwers: 37.354 Scheidsrechter: Hellmut Krug (GER) |

|                                                                            |           |                                               |          |                                                                                 |
| 14 oktober EK 2000 kwalificatie № 359 «onderlinge duels» 20:30 uur (UTC+2) | Slowakije | 0 – 3                                         | Portugal | Tehelné pole, Bratislava Toeschouwers: 22.059 Scheidsrechter: Oğuz Sarvan (TUR) |
| 14 oktober EK 2000 kwalificatie № 359 «onderlinge duels» 20:30 uur (UTC+2) |           | 17' João Pinto 30' João Pinto 70' Abel Xavier |          | Tehelné pole, Bratislava Toeschouwers: 22.059 Scheidsrechter: Oğuz Sarvan (TUR) |

|                                                        |                             |       |        |                                                                                     |
| 18 november Vriendschappelijk № 360 «onderlinge duels» | Portugal                    | 2 – 0 | Israël | Estádio do Bonfim, Setúbal Toeschouwers: 12.000 Scheidsrechter: Roelof Luinge (NED) |
| 18 november Vriendschappelijk № 360 «onderlinge duels» | Fernando Couto 6' Simão 89' |       |        | Estádio do Bonfim, Setúbal Toeschouwers: 12.000 Scheidsrechter: Roelof Luinge (NED) |

### 1999
|                                                                          |           |       |          |                                                                                    |
| 10 februari Vriendschappelijk № 361 «onderlinge duels» 20:30 uur (UTC+1) | Nederland | 0 – 0 | Portugal | Parc des Princes, Parijs Toeschouwers: 27.443 Scheidsrechter: Claude Colombo (FRA) |
| 10 februari Vriendschappelijk № 361 «onderlinge duels» 20:30 uur (UTC+1) |           |       |          | Parc des Princes, Parijs Toeschouwers: 27.443 Scheidsrechter: Claude Colombo (FRA) |

|                                                                        | |       |              |                                                                                                   |
| 26 maart EK 2000 kwalificatie № 362 «onderlinge duels» 21:00 uur (UTC) | Portugal | 7 – 0 | Azerbeidzjan | Estádio Municipal de Guimarães, Guimarães Toeschouwers: 14.650 Scheidsrechter: Jacek Granat (POL) |
| 26 maart EK 2000 kwalificatie № 362 «onderlinge duels» 21:00 uur (UTC) | Ricardo Sá Pinto 28' João Vieira Pinto 37' Paulo Madeira 68' João Vieira Pinto 71' Sérgio Conceição 75' Pedro Pauleta 82' Pedro Pauleta 84' |       |              | Estádio Municipal de Guimarães, Guimarães Toeschouwers: 14.650 Scheidsrechter: Jacek Granat (POL) |

|                                                                          |               |                                                                                      |          |                                                                                 |
| 31 maart EK 2000 kwalificatie № 363 «onderlinge duels» 20:30 uur (UTC+2) | Liechtenstein | 0 – 5                                                                                | Portugal | Rheinparkstadion, Vaduz Toeschouwers: 3.548 Scheidsrechter: Gylfi Orrason (ISL) |
| 31 maart EK 2000 kwalificatie № 363 «onderlinge duels» 20:30 uur (UTC+2) |               | 16' (pen.) Rui Costa 49' Luís Figo 53' Paulo Madeira 59' Paulo Madeira 78' Rui Costa |          | Rheinparkstadion, Vaduz Toeschouwers: 3.548 Scheidsrechter: Gylfi Orrason (ISL) |

|                                                                        |             |       |           |                                                                                            |
| 5 juni EK 2000 kwalificatie № 364 «onderlinge duels» 21:00 uur (UTC+1) | Portugal    | 1 – 0 | Slowakije | Estádio José Alvalade, Lissabon Toeschouwers: 20.300 Scheidsrechter: Claus Bo Larsen (DEN) |
| 5 juni EK 2000 kwalificatie № 364 «onderlinge duels» 21:00 uur (UTC+1) | Capucho 64' |       |           | Estádio José Alvalade, Lissabon Toeschouwers: 20.300 Scheidsrechter: Claus Bo Larsen (DEN) |

|                                                                        | |       |               |                                                                                              |
| 9 juni EK 2000 kwalificatie № 365 «onderlinge duels» 21:00 uur (UTC+1) | Portugal | 8 – 0 | Liechtenstein | Estádio Cidade de Coimbra, Coimbra Toeschouwers: 14.020 Scheidsrechter: Dietmar Drabek (AUT) |
| 9 juni EK 2000 kwalificatie № 365 «onderlinge duels» 21:00 uur (UTC+1) | Ricardo Sá Pinto 29' João Vieira Pinto 41' Ricardo Sá Pinto 45' Ricardo Sá Pinto 52' João Vieira Pinto 60' Ricardo Sá Pinto 68' Rui Costa 81' Rui Costa 90' (pen.) |       |               | Estádio Cidade de Coimbra, Coimbra Toeschouwers: 14.020 Scheidsrechter: Dietmar Drabek (AUT) |

|                                                                          |                                                                     |       |         |                                                                               |
| 18 augustus Vriendschappelijk № 366 «onderlinge duels» 21:00 uur (UTC+1) | Portugal                                                            | 4 – 0 | Andorra | Estádio Nacional, Oeiras Toeschouwers: 7.000 Scheidsrechter: Bruno Coué (FRA) |
| 18 augustus Vriendschappelijk № 366 «onderlinge duels» 21:00 uur (UTC+1) | Rui Costa 17' João Vieira Pinto 35' Luís Figo 45' Pedro Pauleta 67' |       |         | Estádio Nacional, Oeiras Toeschouwers: 7.000 Scheidsrechter: Bruno Coué (FRA) |

|                                                           |                   |       |               |                                                                                           |
| 4 september EK 2000 kwalificatie № 367 «onderlinge duels» | Azerbeidzjan      | 1 – 1 | Portugal      | Tofikh Bakhramovstadion, Bakoe Toeschouwers: 8.000 Scheidsrechter: Dermot Gallagher (ENG) |
| 4 september EK 2000 kwalificatie № 367 «onderlinge duels» | Zaur Tagizade 51' |       | 90' Luís Figo | Tofikh Bakhramovstadion, Bakoe Toeschouwers: 8.000 Scheidsrechter: Dermot Gallagher (ENG) |

|                                                                             |                   |       |               |                                                                                        |
| 8 september EK 2000 kwalificatie № 368 «onderlinge duels» 21:00 uur (UTC+3) | Roemenië          | 1 – 1 | Portugal      | Stadionul Steaua, Boekarest Toeschouwers: 24.000 Scheidsrechter: Hartmut Strampe (GER) |
| 8 september EK 2000 kwalificatie № 368 «onderlinge duels» 21:00 uur (UTC+3) | Gheorghe Hagi 37' |       | 45' Luís Figo | Stadionul Steaua, Boekarest Toeschouwers: 24.000 Scheidsrechter: Hartmut Strampe (GER) |

|                                                                           |                                                     |       |           |                                                                                        |
| 9 oktober EK 2000 kwalificatie № 369 «onderlinge duels» 18:30 uur (UTC+1) | Portugal                                            | 3 – 0 | Hongarije | Estádio da Luz, Lissabon Toeschouwers: 56.000 Scheidsrechter: Kim Milton Nielsen (DEN) |
| 9 oktober EK 2000 kwalificatie № 369 «onderlinge duels» 18:30 uur (UTC+1) | Rui Costa 15' João Vieira Pinto 17' Abel Xavier 57' |       |           | Estádio da Luz, Lissabon Toeschouwers: 56.000 Scheidsrechter: Kim Milton Nielsen (DEN) |

CONMEBOL: Bolivia · Chili  · Colombia · Ecuador · Uruguay · Venezuela

UEFA: Albanië · Andorra · Armenië · Azerbeidzjan · België · Bosnië en Herzegovina · Bulgarije · Cyprus · Denemarken · (West-)Duitsland · Duitse Democratische Republiek · Engeland · Estland · Faeröer · Finland · Frankrijk · Georgië · Griekenland · Hongarije · IJsland · Ierland · Israël · Italië · Joegoslavië · Kroatië · Letland · Liechtenstein · Litouwen · Luxemburg · Malta · Moldavië · Nederland · Noord-Ierland · Noord-Macedonië · Noorwegen · Oekraïne · Oostenrijk · Polen · Portugal · Roemenië · Rusland · San Marino · Schotland · Slovenië · Slowakije · Sovjet-Unie/GOS ·  Spanje · Tsjechië · Tsjecho-Slowakije · Turkije · Wales · Wit-Rusland · Zweden · Zwitserland

AFC: Kazachstan

CAF: Madagaskar

CONCACAF: Belize · Canada
FPF · A-internationals · Selecties · Statistieken · Bondscoaches · Portugees vrouwenelftal · Olympisch elftal · Portugal U21 · Portugal U20 · Portugal U19 · Portugal U18 · Portugal U17 · Vrouwen U17
1921 – 1929 · 
1930 – 1939 · 
1940 – 1949 · 
1950 – 1959 · 
1960 – 1969 · 
1970 – 1979 · 
1980 – 1989 · 
1990 – 1999 · 
2000 – 2009 · 
2010 – 2019 · 
2020 – 2029
EK's: 1984 · 
1996 · 
2000 · 
2004 · 
2008 · 
2012 · 
2016 · 
2020 · 
2024
WK's: 1966 · 
1986 · 
2002 · 
2006 · 
2010 · 
2014 · 
2018 · 
2022
OS: 1928 · 
1996 · 
2004 · 
2016
1921 · 
1922 · 
1923 · 
1924 · 
1925 · 
1926 · 
1927 · 
1928 · 
1929 · 
1930 · 
1931 · 
1932 · 
1933 · 
1934 · 
1935 · 
1936 · 
1937 · 
1938 · 
1939 · 
1940 · 
1942 · 
1943 · 1944 · 
1945 · 
1946 · 
1947 · 
1948 · 
1949 ·
1950 · 
1951 · 
1952 · 
1953 · 
1954 · 
1955 · 
1956 · 
1957 · 
1958 · 
1959 ·
1960 · 
1961 · 
1962 ·
1963 ·
1964 · 
1965 · 
1966 · 
1967 · 
1968 · 
1969 ·
1970 · 
1971 · 
1972 · 
1973 · 
1974 · 
1975 · 
1976 · 
1977 · 
1978 · 
1979 ·
1980 · 
1981 · 
1982 · 
1983 · 
1984 · 
1985 · 
1986 · 
1987 · 
1988 · 
1989 · 
1990 · 
1991 ·
1992 · 
1993 · 
1994 · 
1995 · 
1996 · 
1997 · 
1998 · 
1999 · 
2000 · 
2001 · 
2002 · 
2003 · 
2004 · 
2005 · 
2006 · 
2007 · 
2008 · 
2009 · 
2010 · 
2011 · 
2012 · 
2013 ·
2014 ·
2015 ·
2016 ·
2017 ·
2018 ·
2019 ·
2020 ·
2021 ·
2022
Albanië ·
Algerije ·
Andorra ·
Angola ·
Argentinië ·
Armenië ·
Azerbeidzjan ·
België ·
Bolivia ·
Bosnië-Herzegovina ·
Brazilië ·
Bulgarije ·
Canada ·
Chili ·
China ·
Cyprus ·
DDR ·
Denemarken ·
Duitsland ·
Ecuador ·
Egypte ·
Engeland ·
Estland ·
Faeröer ·
Finland ·
Frankrijk ·
Gabon ·
Georgië ·
Ghana ·
Gibraltar ·
Griekenland ·
Hongarije ·
Ierland ·
IJsland ·
Iran ·
Israël ·
Italië ·
Ivoorkust ·
Joegoslavië ·
Kaapverdië ·
Kameroen ·
Kazachstan ·
Koeweit ·
Kroatië ·
Letland ·
Liechtenstein ·
Litouwen ·
Luxemburg ·
Malta ·
Marokko ·
Mexico ·
Moldavië ·
Mozambique ·
Nederland ·
Nieuw-Zeeland ·
Nigeria ·
Noord-Ierland ·
Noord-Korea ·
Noord-Macedonië ·
Noorwegen ·
Oekraïne ·
Oostenrijk ·
Panama ·
Paraguay ·
Polen ·
Qatar ·
Roemenië ·
Rusland ·
Saoedi-Arabië ·
Schotland ·
Servië ·
Slovenië ·
Slowakije ·
Sovjet-Unie ·
Spanje ·
Tsjechië ·
Tsjecho-Slowakije ·
Tunesië ·
Turkije ·
Uruguay ·
Verenigde Staten ·
Wales ·
Zuid-Afrika ·
Zuid-Korea ·
Zweden ·
Zwitserland
Angola (2006) ·
België (2021) ·
Brazilië (2010) · 
Denemarken (2012) ·
Duitsland (2006) ·
Duitsland (2008) ·
Duitsland (2012) ·
Duitsland (2014) ·
Duitsland (2021) ·
Engeland (2000) ·
Engeland (2006) ·
Frankrijk (2006) ·
Frankrijk (2016) ·
Frankrijk (2021)  ·
Ghana (2014) ·
Griekenland (2004, 2) · 
Hongarije (2021) · 
IJsland (2016) · 
Iran (2006) ·
Iran (2018) ·
Marokko (2018) ·
Marokko (2022) ·
Mexico (2006) ·
Nederland (2006) ·
Nederland (2012) ·
Oostenrijk (2016) · 
Spanje (2012) · 
Spanje (2018) ·
Tsjechië (2008) ·
Tsjechië (2012) · 
Turkije (2008) ·
Verenigde Staten (2014) ·
Uruguay (2018) ·
Zuid-Korea (2022) · 
Zwitserland (2008) · 
Zwitserland (2022)